# Renato Villalta
Renato Villalta (Maserada sul Piave, 3 febbraio 1955) è un ex cestista e dirigente sportivo italiano.
Ala grande di 204 centimetri, ha giocato per sedici stagioni nella massima serie del campionato italiano e nella Nazionale italiana.

## Carriera

### Club
Alto 2,04 m, introdotto al basket da Augusto Giomo, è cresciuto cestisticamente nelle giovanili del Basket Mestre, squadra con la quale debutta sedicenne in serie B (2ª serie) nel 1971-72 (segnando 187 punti) e con la quale appena diciottenne (nel ruolo di pivot) raggiunge la promozione in serie A nel 1973-74 (segnando 536 punti).
Esordì in Serie A1 nel 1974, ricoprendo il ruolo di ala-pivot, con la maglia della Duco Mestre dove rimane fino al 1976 (fu ceduto, appena ventunenne, per la stratosferica cifra - all'epoca - di 400.000.000 di lire, da cui fu chiamato "mister 400 milioni"), successivamente ha disputato 13 stagioni consecutive con la Virtus Pallacanestro Bologna, fino all'1988-1989, conquistando tre scudetti e due coppe Italia, diventandone per questo uno degli uomini-simbolo della sua storia.

Villalta, Ćosić e McMillian festeggiano lo scudetto del 1980

In casacca bianconera detiene il record assoluto di realizzazioni a quota 7306 (il migliore di sempre in carriera per un giocatore italiano) e di rimbalzi catturati con 3133, viaggiando ad una media di 15,5 punti e 6,6 rimbalzi di media a partita ed il 50,3% nei tiri da 2.
Ha terminato la sua carriera nella Benetton Treviso, con cui ha giocato due campionati, nel 1989-1990 e nel 1990-1991, peraltro nella fase discendente della sua carriera.

### Nazionale
Con la nazionale ha disputato 207 partite, al 7º posto nella classifica delle presenze e realizzato 2265 punti, 3º assoluto fra i marcatori; ha partecipato alle Olimpiadi di Mosca del 1980, vincendo la medaglia d'argento, dopo la sconfitta in finale 77-86 con la Jugoslavia. Nel 1983 in Francia, a Limoges, ancora con la Nazionale conquista la medaglia d'oro ai campionati Europei e la medaglia d'argento ai Giochi del Mediterraneo. Nel 1984 si classifica al 5º posto, insieme ai compagni di Nazionale, alle Olimpiadi di Los Angeles. Nel 1985 guadagna ancora una medaglia ai campionati Europei di Germania: vince infatti il bronzo dietro URSS e Cecoslovacchia. L'anno seguente, ai mondiali di Spagna, si piazza al sesto posto.

## Dopo il ritiro
Attualmente Renato Villalta collabora con il gruppo Unipol Banca nell'ambito delle relazioni esterne e presso Assicoop svolge un lavoro di consulente presso il gruppo Unipol Assicurazioni.
È stato per alcuni anni vice presidente della SEF Virtus Bologna e vice presidente della Virtus 1871 Spa.
Dal 6 maggio 2013 al 13 ottobre 2015 è stato presidente della Virtus Pallacanestro Bologna.

## Statistiche
| Stagione        | Squadra           | Competizione | Partite | Partite | Partite | Statistiche tiro | Statistiche tiro | Statistiche tiro | Altre statistiche | Altre statistiche | Altre statistiche | Altre statistiche | Altre statistiche |
| Stagione        | Squadra           | Competizione | Pres.   | Titol.  | Minuti  | Tiri da 2        | Tiri da 3        | Liberi           | Rimb.             | Assist            | Rubate            | Stopp.            | Punti             |
| --------------- | ----------------- | ------------ | ------- | ------- | ------- | ---------------- | ---------------- | ---------------- | ----------------- | ----------------- | ----------------- | ----------------- | ----------------- |
| 1971-1972       | Fluobrene Mestre  | Serie B      | 22 ?    |         |         |                  |                  |                  |                   |                   |                   |                   | 187               |
| 1972-1973       | Fluobrene Mestre  | Serie B      | 22      |         |         |                  |                  |                  |                   |                   |                   |                   |                   |
| 1973-1974       | Duco Mestre       | Serie B      | 32      |         |         |                  |                  |                  |                   |                   |                   |                   | 536               |
| 1974-1975       | Duco Mestre       | Serie A1     | 42      |         |         |                  |                  |                  |                   |                   |                   |                   |                   |
| 1975-1976       | Duco Mestre       | Serie A2     | 36      |         |         |                  |                  |                  |                   |                   |                   |                   |                   |
| 1976-1977       | Sinudyne Bologna  | Serie A1     | 33      |         |         | 14/310           |                  | 71/127           | 221               | 6                 | 26                | 5                 | 365               |
| 1977-1978       | Sinudyne Bologna  | Serie A1     | 32      |         |         | 202/390          |                  | 64/89            | 257               | 15                | 56                | 5                 | 468               |
| 1978-1979       | Sinudyne Bologna  | Serie A1     | 34      |         | 1329    | 281/538          |                  | 103/141          | 319               | 8                 | 36                | 11                | 665               |
| 1979-1980       | Sinudyne Bologna  | Serie A1     | 34      |         | 1227    | 259/501          |                  | 82/113           | 304               | 10                | 38                | 12                | 600               |
| 1980-1981       | Sinudyne Bologna  | Serie A1     | 40      |         | 1521    | 371/713          |                  | 95/126           | 228               | 21                | 62                | 16                | 837               |
| 1981-1982       | Sinudyne Bologna  | Serie A1     | 40      |         | 1463    | 259/568          |                  | 59/73            | 318               | 13                | 58                | 11                | 577               |
| 1982-1983       | Sinudyne Bologna  | Serie A1     | 35      |         | 1273    | 255/537          |                  | 65/73            | 303               | 21                | 48                | 6                 | 575               |
| 1983-1984       | Granarolo Bologna | Serie A1     | 38      |         | 1370    | 291/589          |                  | 77/97            | 246               | 26                | 52                | 2                 | 659               |
| 1984-1985       | Granarolo Bologna | Serie A1     | 33      | 33      | 1170    | 269/515          | 4/9              | 80/98            | 224               | 33                | 45                | 10                | 630               |
| 1985-1986       | Granarolo Bologna | Serie A1     | 32      | 32      | 1125    | 250/485          | 0/1              | 107/132          | 230               | 22                | 45                | 2                 | 607               |
| 1986-1987       | Dietor Bologna    | Serie A1     | 31      | 31      | 1006    | 194/388          | 13/25            | 71/86            | 186               | 23                | 41                | 7                 | 498               |
| 1987-1988       | Dietor Bologna    | Serie A1     | 32      | 32      | 1034    | 159/313          | 28/86            | 59/69            | 169               | 40                | 34                | 2                 | 461               |
| 1988-1989       | Knorr Bologna     | Serie A1     | 35      | 35      | 902     | 123/226          | 28/76            | 34/42            | 128               | 12                | 17                | 2                 | 364               |
| 1989-1990       | Benetton Treviso  | Serie A1     | 19      | 7       | 347     | 50/111           | 6/15             | 30/32            | 55                | 10                | 6                 | 0                 | 148               |
| 1990-1991       | Benetton Treviso  | Serie A1     | 15      | 0       | 185     | 23/47            | 2/4              | 4/4              | 19                | 0                 | 5                 | 0                 | 56                |
| Totale carriera |                   |              |         |         |         |                  |                  |                  |                   |                   |                   |                   |                   |

## Palmarès

Belostennyj marca Villalta in Italia-URSS (87-85), 26 luglio 1980.

### Club
- Campionato italiano: 3
Virtus Bologna: 1978-79, 1979-80, 1983-84
- Coppa Italia: 2
Virtus Bologna: 1984, 1989

### Nazionale
- Campionati europei maschili di pallacanestro: 1
Italia: 1983